# 短波方向探知機

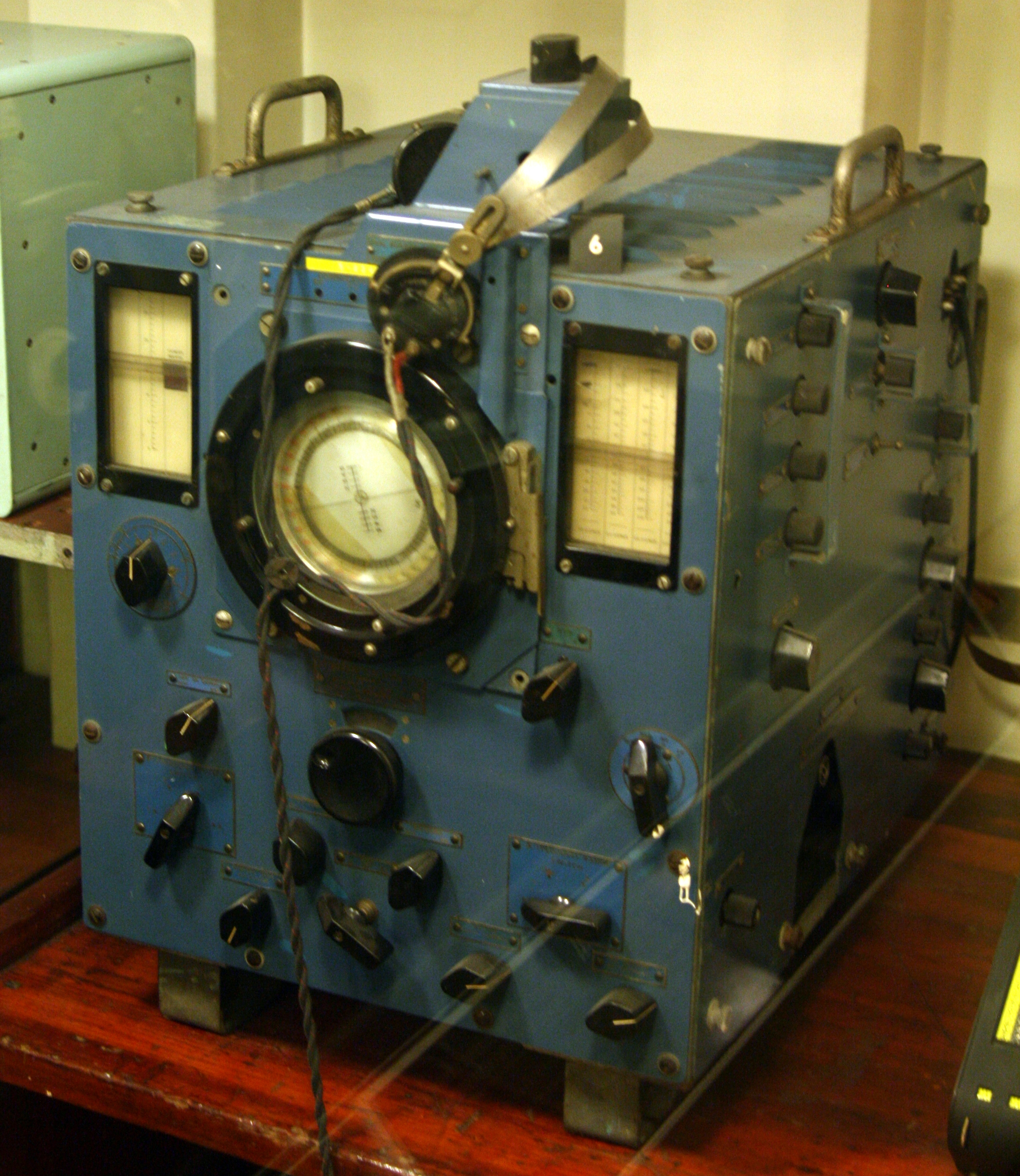
FH4型HF/DF装置。

短波方向探知機（たんぱほうこうたんちき、英語: High-frequency direction finder, HF/DF）は、電子戦支援システムの一種。主に短波を対象とした無線方向探知機（RDF）であり、頭字語からハフ-ダフ（英: Huff Duff）と通称される。

## 概要
1914年の第一次世界大戦の勃発までに無線通信は十分普及しており、それとともに、その方向探知の試みも着手されていた。イギリス海軍においては海軍通信学校が研究に当たっていたが、1918年の終戦までに十分な成果を上げることはできなかった。その後、まずベリニトシ・システムが導入され、1920年から1930年にかけて、空中線（アンテナ）部を中心に様々な試みがなされたが、1930年ごろより単一回転式ループアンテナがおおむね標準となり、戦艦「バーラム」や軽巡洋艦「コンコード」に搭載されるなど、限定的ながら艦隊配備された。また1938年には、空母アーガスで運用試験が行われた。
第二次世界大戦の前後には、可変式キャパシタンス（adjustable capacitance）の導入などいくつかの技術革新により、HF/DFシステムは小型艦や航空機への搭載も可能なレベルまでの小型化に成功し、1941年3月には、最初のFH1型がH級駆逐艦「ヘスペルス」に搭載された。7月には改良型のFH3型の実艦搭載が開始され、1942年1月には既に25隻の戦闘艦・救難艦に搭載されていた。
このようにして開発・配備されたHF/DF装置は、大西洋の戦いで非常に重要な役割を果たすことになった。ドイツ海軍のUボートは、群狼作戦を実施するにあたり、司令部や僚艦との連絡のため短波無線通信を頻用していた。従って、HF/DF装置でその無線信号の発信方位を測定することにより、Uボートの攻撃方位（三角測量可能であれば座標も）を推定し、攻撃を回避したり対潜掃討群を指向できるようになり、護送船団・護衛指揮官にとって非常に重要な情報源となった。